# Dick's Picks Volume 14
Dick's Picks Volume 14 je čtrnácté album ze série koncertních alb od americké rockové skupiny Grateful Dead Dick's Picks, vydané v roce 1999.

## Seznam skladeb

### Disk 1
1. „(Walk Me Out in the) Morning Dew“ (Bonnie Dobson, Tim Rose) – 14:29
2. „Mexicali Blues“ (Bob Weir, John Barlow) – 3:46
3. „Dire Wolf“ (Jerry Garcia, Robert Hunter) – 5:09
4. „Black-Throated Wind“ (Weir, Barlow) – 7:01
5. „Don't Ease Me In“ (traditional) – 4:44
6. "Big River" (Johnny Cash) – 5:30
7. „They Love Each Other“ (Garcia, Hunter) – 6:01
8. „Playing in the Band“ (Weir, Mickey Hart, Hunter) – 23:18

### Disk 2
1. „Here Comes Sunshine“ (Garcia, Hunter) – 11:54
2. „Weather Report Suite“ (Weir, Eric Anderson, Barlow) – 14:44
3. „Dark Star Jam“ (Grateful Dead, Hunter) – 9:18
4. „Eyes of the World“ (Garcia, Hunter) – 19:26
5. „Sugar Magnolia“ (Hunter, Weir) – 10:16

### Disk 3
1. „Cold Rain and Snow“ (traditional) – 7:21
2. „Beat It on Down the Line“ (Jesse Fuller) – 3:40
3. „Brown-Eyed Woman/The Merry-Go-Round Broke Down/Beer Barrel Polka“ (Brown, Franklin, Friend, Garcia, Hunter, Timm, Vejvoda, Zeman) – 7:48
4. „Jack Straw“ (Hunter, Weir) – 5:21
5. „Ramble on Rose“ (Garcia, Hunter) – 8:04
6. „Weather Report Suite“ (Anderson, Barlow, Weir) – 15:54
7. „Wharf Rat“ (Garcia, Hunter) – 10:38
8. „Mississippi Half-Step Uptown Toodleloo“ (Garcia, Hunter) – 8:03

### Disk 4
1. „Playing in the Band“ (Weir, Hart, Hunter) – 12:09
2. „Jam“ (Grateful Dead) – 15:39
3. „He's Gone“ (Garcia, Hunter) – 10:27
4. „Truckin'“ (Garcia, Phil Lesh, Weir, Hunter) – 13:34
5. „Stella Blue“ (Garcia, Hunter) – 10:15
6. „Morning Dew“ (Dobson, Rose) – 14:31

## Sestava
- Jerry Garcia - sólová kytara, zpěv
- Bill Kreutzmann - perkuse
- Phil Lesh - basová kytara, zpěv
- Bob Weir - rytmická kytara, zpěv
- Keith Godchaux - klávesy